# Loring « Red » Nichols
Pour les articles homonymes, voir Nichols.
Ernest Loring « Red » Nichols (né le 8 mai 1905 à  Ogden, Utah; mort le 28 juin 1965 à Las Vegas, Nevada) est un trompettiste et cornettiste de jazz américain.

## Biographie
Red Nichols est connu pour être un cornettiste arrivé à New York avec son talent (prodige de la musique dès ses 12 ans), et parti de rien de sa petite ville natale de Ogden, avant de fonder le groupe Red Nichols and His Five Pennies, qui allait faire son succès.
Red Nichols est décrit par le critique Steve Leggett comme « un joueur expert en cornette, un improvisateur solide, et un bourreau de travail, car il a participé à 4000 enregistrements, pendant les seules années 1920 ».

## Compositions de Red Nichols
Les titres de Red Nichols incluent notamment "Hurricane" avec Paul Madeira Mertz, "Five Pennies" (1927), "That's No Bargain", "Get With It", "Hangover" avec Miff Mole, "The King Kong", "Nervous Charlie", "Trumpet Sobs" (1926), "The Parade of the Pennies", "Sugar", "Overnight Hop", "Lowland Blues", et "Meet Miss 8 Beat".

## Albums
- Jazz Time (Capitol H 215, 1950)
- Parade of the Pennies (Capitol ST 1051, 1958)
- Meet the Five Pennies (Capitol T 1228, 1960)
- Blues and Old-Time Rags (Capitol ST 2065, 1963)
- The Rarest Brunswick Masters (MCA 1518)

## Film biographique
Le film Millionnaire de cinq sous (The Five Pennies), une comédie américaine réalisée par Melville Shavelson en 1959, retrace la vie et la carrière du musicien (de son vivant). Ce film de la Paramount reçoit quatre nominations aux Oscars.

### Épreuve familiale
Le cœur du film s'attache à son épreuve familiale, qui l'éloigna du public pendant sept ans, avant de renouer avec le succès. En effet, à compter de 1942, son épouse et lui se sont consacrés à la rééducation de leur fille (atteinte de la poliomyélite, qui ne pouvait plus marcher). Ce n'est qu'une fois que leur fille devient adolescente et guérit, pouvant marcher de nouveau, que Red Nichols reprit sa carrière.